# Requisitos de visto para cidadãos afegãos

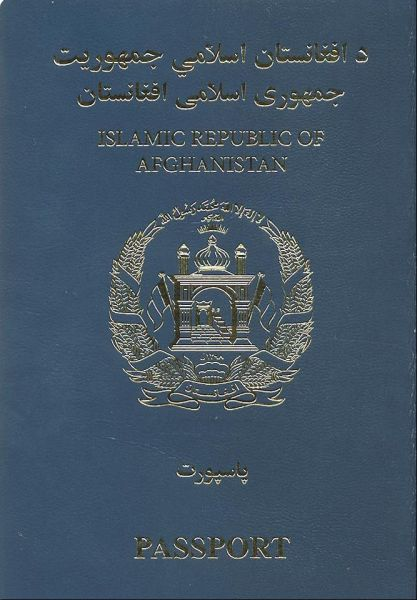
Um passaporte afegão

Os requisitos de visto para cidadãos afegãos são restrições administrativas de entrada impostas pelas autoridades de outros estados aos cidadãos do Afeganistão. Em 11 de janeiro de 2024, os cidadãos afegãos tinham acesso sem visto ou visto na chegada a 28 países e territórios, classificando o passaporte afegão em 104° lugar em termos de liberdade de viagem, sendo o passaporte menos poderoso do mundo, de acordo com o Henley Passport Index. A obtenção de vistos estrangeiros dentro do Afeganistão é difícil, uma vez que muitas embaixadas no país foram fechadas após o Talibã assumir o governo em agosto de 2021.

## Mapa com os requisitos de visto

Requisitos de visto para cidadãos afegãos
Afeganistão
Acesso sem visto
Visto na chegada
eVisa
Visto disponível tanto na chegada quanto online
Requer visto

## Requisitos de visto
| País                           | Regime de visto                         | Tempo de permanência | Notas (excluindo taxas de partida) |
| ------------------------------ | --------------------------------------- | -------------------- | --- |
| África do Sul                  | Requer visto                            |                      | |
| Albânia                        | eVisa                                   |                      | |
| Alemanha                       | Requer visto                            |                      | - Os afegãos que trabalharam para o governo alemão podem ser elegíveis para assistência na saída do Afeganistão. |
| Andorra                        | Requer visto                            |                      | |
| Angola                         | Requer visto                            |                      | |
| Antígua e Barbuda              | eVisa                                   |                      | |
| Arábia Saudita                 | Requer visto                            |                      | |
| Argélia                        | Requer visto                            |                      | |
| Argentina                      | Requer visto                            |                      | |
| Armênia                        | Requer visto                            |                      | |
| Austrália e territórios        | Requer visto online                     |                      | - Pode-se solicitar o visto online (Online Visitor e600 visa). |
| Áustria                        | Requer visto                            |                      | |
| Azerbaijão                     | Requer visto                            |                      | |
| Bahamas                        | eVisa                                   | 3 meses              | |
| Bahrein                        | eVisa                                   | 14 dias              | |
| Bangladesh                     | Visto na chegada                        |                      | |
| Barbados                       | Requer visto                            |                      | |
| Bélgica                        | Requer visto                            |                      | |
| Belize                         | Requer visto                            |                      | |
| Benim                          | eVisa                                   |                      | |
| Bielorrússia                   | Requer visto                            |                      | - Para estadias superiores a cinco dias, é obrigatório o registro na chegada ao país. |
| Bolívia                        | Requer visto                            |                      | |
| Bósnia e Herzegovina           | Requer visto                            |                      | |
| Botsuana                       | eVisa                                   | 3 meses              | |
| Brasil                         | Requer visto                            |                      | |
| Brunei                         | Requer visto                            |                      | |
| Bulgária                       | Requer visto                            |                      | |
| Burkina Faso                   | Requer visto                            |                      | |
| Burundi                        | Visto na chegada                        | 1 mês                | |
| Butão                          | Requer visto                            |                      | - Taxa de Desenvolvimento Sustentável (SDF) de 200 dólares por dia para quase todos os visitantes do Butão. |
| Cabo Verde                     | Visto na chegada                        | 3 meses              | - É obrigatório registrar-se online pelo menos cinco dias antes da chegada. |
| Camarões                       | Requer visto                            |                      | |
| Camboja                        | eVisa / Visto na chegada                | 30 dias              | |
| Canadá                         | Requer visto                            |                      | - Os afegãos que trabalharam para o governo canadense (militar ou projetos de desenvolvimento) podem ser elegíveis para asilo em programas especiais de apoio a cidadãos afegãos. |
| Catar                          | Requer visto                            |                      | |
| Cazaquistão                    | Requer visto                            |                      | |
| Chade                          | Requer visto                            |                      | |
| Chile                          | Requer visto                            |                      | |
| China                          | Requer visto                            |                      | |
| Chipre                         | Requer visto                            |                      | |
| Colômbia                       | Visto online                            |                      | |
| Comores                        | Visto na chegada                        | 45 dias              | |
| República do Congo             | Requer visto                            |                      | |
| República Democrática do Congo | eVisa                                   | 7 dias               | |
| Costa do Marfim                | Requer visto                            |                      | |
| Costa Rica                     | Requer visto                            |                      | |
| Croácia                        | Requer visto                            |                      | |
| Cuba                           | Requer visto                            |                      | |
| Dinamarca                      | Requer visto                            |                      | |
| Djibuti                        | eVisa                                   | 31 dias              | |
| Dominica                       | Não requer visto                        | 21 dias              | |
| Egito                          | Não requer visto (condicionado)         | 3 meses              | - Não requer visto para passageiros de 50 anos ou mais ou de 16 anos ou menos. |
| El Salvador                    | Requer visto                            |                      | |
| Emirados Árabes Unidos         | Requer visto                            |                      | |
| Equador                        | Visto Online                            |                      | |
| Eritreia                       | Requer visto                            |                      | |
| Eslováquia                     | Requer visto                            |                      | |
| Eslovênia                      | Requer visto                            |                      | |
| Espanha                        | Requer visto                            |                      | |
| Essuatíni                      | Requer visto                            |                      | |
| Estados Unidos                 | Requer visto                            |                      | - Afegãos que trabalharam para, ou em nome do governo dos Estados Unidos, ISAF ou R.S. por mais de um ano, pode ser elegível para um Visto de Imigrante Especial - Os afegãos que trabalharam para ONGs com sede nos EUA, organizações de mídia ou para/em nome do governo dos EUA por menos de um ano podem ser elegíveis para a designação de Prioridade 2 do Programa de Admissão de Refugiados. |
| Estônia                        | Requer visto                            |                      | |
| Etiópia                        | Requer visto                            |                      | - Pagamentos com cartão de crédito não são aceitos quando se aplica para o e-Visa. |
| Fiji                           | Requer visto                            |                      | |
| Filipinas                      | Requer visto                            |                      | |
| Finlândia                      | Requer visto                            |                      | |
| França                         | Requer visto                            |                      | |
| Gabão                          | eVisa                                   |                      | |
| Gâmbia                         | Requer visto                            |                      | |
| Gana                           | Requer visto                            |                      | |
| Geórgia                        | Requer visto                            |                      | |
| Granada                        | Requer visto                            |                      | |
| Grécia                         | Requer visto                            |                      | |
| Guatemala                      | Requer visto                            |                      | |
| Guiana                         | Requer visto                            |                      | |
| Guiné                          | Requer visto                            |                      | |
| Guiné-Bissau                   | eVisa / Visto na chegada                | 90 dias              | |
| Guiné Equatorial               | Requer visto                            |                      | |
| Haiti                          | Não requer visto                        | 3 meses              | |
| Honduras                       | Requer visto                            |                      | |
| Hungria                        | Requer visto                            |                      | |
| Iêmen                          | Requer visto                            |                      | |
| Ilhas Marshall                 | Requer visto                            |                      | |
| Ilhas Salomão                  | Requer visto                            |                      | |
| Índia                          | eVisa                                   | 6 meses              | |
| Indonésia                      | Requer visto                            |                      | |
| Irã                            | Requer visto                            |                      | |
| Iraque                         | Requer visto                            |                      | |
| Irlanda                        | Requer visto                            |                      | |
| Islândia                       | Requer visto                            |                      | |
| Israel                         | Requer visto                            |                      | - Confirmação do Ministério das Relações Exteriores de Israel antes da emissão do visto. |
| Itália                         | Requer visto                            |                      | |
| Jamaica                        | Requer visto                            |                      | |
| Japão                          | Requer visto                            |                      | |
| Jordânia                       | Requer visto                            |                      | |
| Kiribati                       | Requer visto                            |                      | |
| Kuwait                         | Requer visto                            |                      | |
| Laos                           | Requer visto                            |                      | |
| Lesoto                         | Requer visto                            |                      | |
| Letônia                        | Requer visto                            |                      | |
| Líbano                         | Requer visto                            |                      | |
| Libéria                        | Requer visto                            |                      | |
| Líbia                          | Requer visto                            |                      | |
| Liechtenstein                  | Requer visto                            |                      | |
| Lituânia                       | Requer visto                            |                      | |
| Luxemburgo                     | Requer visto                            |                      | |
| Macedônia do Norte             | Requer visto                            |                      | |
| Madagascar                     | eVisa / Visto na chegada                | 90 dias              | |
| Malásia                        | Requer visto                            |                      | |
| Malawi                         | eVisa                                   |                      | |
| Maldivas                       | Visto gratuito na chegada               | 30 dias              | |
| Mali                           | Requer visto                            |                      | |
| Malta                          | Requer visto                            |                      | |
| Marrocos                       | Requer visto                            |                      | |
| Maurício                       | Requer visto                            |                      | |
| Mauritânia                     | Visto na chegada                        |                      | - Disponível no Aeroporto Internacional Nuaquexote-Oumtounsy. - Estão disponíveis vistos de 30 e de 90 dias dentro do período de um ano |
| México                         | Requer visto                            |                      | |
| Micronésia                     | Não requer visto                        | 30 dias              | |
| Moçambique                     | eVisa / Visto na chegada                | 30 dias              | |
| Moldávia                       | eVisa                                   |                      | |
| Mônaco                         | Requer visto                            |                      | |
| Mongólia                       | Requer visto                            |                      | |
| Montenegro                     | Requer visto                            |                      | |
| Myanmar                        | Requer visto                            |                      | |
| Namíbia                        | Requer visto                            |                      | |
| Nauru                          | Requer visto                            |                      | |
| Nepal                          | Requer visto                            |                      | |
| Nicarágua                      | Requer visto                            |                      | - Visto na chegada se possuir um visto válido dos Estados Unidos, Canadá, ou de algum país da zona Schengen. |
| Níger                          | Requer visto                            |                      | |
| Nigéria                        | Requer visto                            |                      | |
| Noruega                        | Requer visto                            |                      | |
| Nova Zelândia                  | Requer visto                            |                      | - Passaportes emitidos pelo Emirado Islâmico do Afeganistão não são aceitos e vistos não são afixados neles. - Os titulares de um Visto de Residência Permanente Australiano ou Visto de Retorno de Residência podem receber um Visto de Residência da Nova Zelândia na chegada permitindo estadia indefinida (de acordo com o Trans-Tasman Travel Arrangement), sujeito ao cumprimento dos requisitos de caráter e obtenção de uma Autoridade Eletrônica de Viagem antes da partida. Esses viajantes não são obrigados a pagar a Taxa de Turismo e Conservação de Visitantes Internacionais. |
| Omã                            | Requer visto                            |                      | |
| Países Baixos                  | Requer visto                            |                      | |
| Paquistão                      | Requer visto                            |                      | |
| Palau                          | Visto na chegada                        | 30 dias              | |
| Panamá                         | Requer visto                            |                      | |
| Papua Nova Guiné               | Requer visto                            |                      | |
| Paraguai                       | Requer visto                            |                      | |
| Peru                           | Requer visto                            |                      | |
| Polônia                        | Requer visto                            |                      | |
| Portugal                       | Requer visto                            |                      | |
| Quênia                         | Requer visto                            |                      | - Os pedidos são encaminhados ao diretor geral dos Serviços de Imigração em Nairóbi para aprovação. |
| Quirguistão                    | eVisa                                   |                      | |
| Reino Unido                    | Requer visto                            |                      | |
| República Centro-Africana      | Requer visto                            |                      | |
| República Dominicana           | Requer visto                            |                      | |
| Romênia                        | Requer visto                            |                      | |
| Ruanda                         | Visto na chegada                        | 30 dias              | |
| Rússia                         | Requer visto                            |                      | |
| Samoa                          | Não requer visto                        | 60 dias              | |
| San Marino                     | Requer visto                            |                      | |
| Santa Lúcia                    | Requer visto                            |                      | |
| São Cristóvão e Névis          | eVisa                                   |                      | |
| São Tomé e Príncipe            | Requer visto                            |                      | |
| São Vicente e Granadinas       | Requer visto                            |                      | |
| Senegal                        | Visto na chegada                        |                      | |
| Serra Leoa                     | Requer visto                            |                      | |
| Sérvia                         | Requer visto                            |                      | |
| Seychelles                     | Permissão gratuita de visita na chegada | 3 meses              | |
| Singapura                      | Requer visto                            |                      | |
| Síria                          | Requer visto                            |                      | |
| Somália                        | Visto na chegada                        | 30 dias              | |
| Sri Lanka                      | Requer visto                            |                      | |
| Sudão                          | Requer visto                            |                      | |
| Sudão do Sul                   | eVisa                                   |                      | - Solicitável online - Autorização impressa de visto deve ser apresentada no momento da viagem |
| Suécia                         | Requer visto                            |                      | |
| Suíça                          | Requer visto                            |                      | |
| Suriname                       | Não requer visto                        | 90 dias              | - Uma taxa de entrada de 25 dólares ou 25 Euros deve ser paga online antes da chegada. |
| Tailândia                      | Requer visto                            |                      | |
| Tajiquistão                    | Requer visto                            |                      | |
| Tanzânia                       | Requer visto                            |                      | |
| Tchéquia                       | Requer visto                            |                      | |
| Timor-Leste                    | Visto na chegada                        | 30 dias              | |
| Togo                           | Visto na chegada                        | 7 dias               | |
| Tonga                          | Requer visto                            |                      | |
| Trindade e Tobago              | Requer visto                            |                      | |
| Tunísia                        | Requer visto                            |                      | |
| Turquia                        | Requer visto                            |                      | Afegãos ou quaisquer refugiados do Oriente Médio podem entrar na Turquia sem qualquer processo de verificação de passaporte ou visto. Isso é válido apenas para os seguintes grupos de refugiados: sírios, iraquianos, marroquinos, argelinos, palestinos, paquistaneses, cataris. |
| Turcomenistão                  | Requer visto                            |                      | |
| Tuvalu                         | Visto na chegada                        | 1 mês                | |
| Uganda                         | eVisa                                   | 3 meses              | |
| Ucrânia                        | Requer visto                            |                      | |
| Uruguai                        | Requer visto                            |                      | |
| Uzbequistão                    | Requer visto                            |                      | |
| Vanuatu                        | Requer visto                            |                      | |
| Vaticano                       | Requer visto                            |                      | |
| Venezuela                      | Requer visto                            |                      | |
| Vietname                       | Requer visto                            |                      | - Apenas a ilha de Phú Quốc tem isenção de visto por até 30 dias |
| Zâmbia                         | eVisa                                   | 90 dias              | |
| Zimbábue                       | eVisa                                   | 3 meses              | |

## Restrições mais comuns para viagens a países que não requerem visto

### Páginas em branco no passaporte
Muitos países exigem um número mínimo de páginas em branco no passaporte apresentado, normalmente uma ou duas páginas. As páginas de endosso, que geralmente aparecem após as páginas do visto, não são consideradas válidas ou disponíveis.

### Vacinação
Os países africanos de Angola, Benim, Burquina Fasso, Burundi, Camarões, Chade, Costa do Marfim, Guiné Equatorial, Gabão, Gâmbia, Gana, Guiné-Bissau, Libéria, Mali, Mauritânia, Níger, Quênia, República Centro-Africana, República Democrática do Congo, República do Congo, Ruanda, Senegal, Serra Leoa, Sudão do Sul, Togo, Uganda e Zâmbia exigem que todos os passageiros que chegam ao país com mais de nove meses a um ano tenham um Certificado Internacional de Vacinação ou Profilaxia atualizado, assim como o território sul-americano da Guiana Francesa.
Alguns outros países exigem a vacinação apenas se o passageiro vier de uma área infectada ou tiver visitado uma recentemente ou transitado por 12 horas nesses países: África do Sul, Argélia, Botsuana, Cabo Verde, Chade, Djibouti, Egito, Eritreia, Essuatíni, Etiópia, Gâmbia, Gana, Guiné, Guiné Equatorial, Lesoto, Líbia, Madagascar, Malawi, Maurícia, Mauritânia, Moçambique, Namíbia, Nigéria, Papua Nova Guiné, Seicheles, Somália, Sudão, Tunísia, Uganda, Tanzânia, Zâmbia e Zimbábue.

### Validade do passaporte
Pouquíssimos países, como o Paraguai, exigem apenas um passaporte válido na chegada.
No entanto, muitos países e grupos de países agora exigem apenas um documento de identidade – especialmente de seus vizinhos. Outros países podem ter acordos bilaterais especiais que se afastam da generalidade de suas políticas de validade de passaporte para encurtar o período de validade exigido para os cidadãos uns dos outros ou até mesmo aceitar passaportes que já expiraram (mas não foram cancelados).
Alguns países, como Japão, Irlanda e Reino Unido, exigem um passaporte válido durante todo o período da estadia pretendida.
Na ausência de acordos bilaterais específicos, os países ou territórios que exigem que os passaportes sejam válidos por pelo menos mais 6 meses aquando da chegada incluem Afeganistão, Anguila, Arábia Saudita, Argélia, Bahrein, Butão, Botsuana, Brunei, Camboja, Camarões, Cabo Verde, Catar, Chade, Comores, Costa Rica, Costa do Marfim, Curaçao, Emirados Árabes Unidos, Egito, El Salvador, Equador, Filipinas, Guiné Equatorial, Fiji, Gabão, Guiné Bissau, Guiana, Haiti, Ilhas Cayman, Ilhas Marshall, Ilhas Salomão, Ilhas Virgens Britânicas, Índia, Indonésia, Irã, Iraque, Israel, Jordânia, Kiribati, Kuwait, Laos, Madagascar, Malásia, Mongólia, Mianmar, Namíbia, Nepal, Nicarágua, Nigéria, Omã, Palau, Papua Nova Guiné, Peru, Quênia, República Centro-Africana, Ruanda, Samoa, Singapura, Somália, Sri Lanka, Sudão, Suriname, Tanzânia, Tailândia, Timor-Leste, Tokelau, Tonga, Turquia, Tuvalu, Uganda, Vanuatu, Venezuela e Vietnã.
Os países que exigem passaportes válidos por pelo menos 4 meses na chegada incluem Micronésia e Zâmbia.
Os países que exigem passaportes com validade de pelo menos 3 meses além da data prevista de partida incluem Azerbaijão, Bósnia e Herzegovina, Honduras, Montenegro, Nauru, Moldávia e Nova Zelândia. Da mesma forma, os países do EEE: Islândia, Liechtenstein, Noruega, todos os países da União Europeia (exceto Irlanda), juntamente com a Suíça, também exigem 3 meses de validade além da data prevista de partida do portador, a menos que o portador seja cidadão do EEE ou da Suíça.
Os países que exigem passaportes válidos por pelo menos 3 meses na chegada incluem Albânia, Macedônia do Norte, Panamá e Senegal.
As Bermudas exigem que os passaportes sejam válidos por pelo menos 45 dias na entrada.
Os países e territórios que exigem passaportes com validade de pelo menos um mês além da data prevista de partida incluem África do Sul, Eritreia, Hong Kong, Líbano, Macau, Maldivas.

#### Idade máxima do passaporte
Os países do Espaço Schengen exigem que os passaportes de países não pertencentes à UE tenham menos de 10 anos na entrada. Vários titulares de passaportes britânicos, que até setembro de 2018 podiam ser emitidos com um período de validade de até 10 anos e nove meses se o passaporte anterior não estivesse vencido, não puderam viajar para a UE após o Brexit devido a essa restrição.

### Antecedentes criminais
Alguns países, incluindo Austrália, Canadá, Fiji, Nova Zelândia e Estados Unidos, barram rotineiramente a entrada de estrangeiros com antecedentes criminais, enquanto outros impõem restrições dependendo do tipo de condenação e da duração da pena.

### Persona non grata
O governo de um país pode declarar um diplomata Persona non grata, proibindo-o de entrar no país ou expulsando-o caso já tenha entrado. Em situações não diplomáticas, as autoridades de um país também podem declarar um estrangeiro persona non grata permanente ou temporariamente, geralmente devido a atividades ilegais.
O Azerbaijão declara como persona non grata pessoas que apresentem em seus passaportes vestígios de visita ao antigo estado de Artsaque sem o seu consentimento.

### Carimbos de Israel
Kuwait, Líbano, Líbia, e Iêmen não permitem a entrada de pessoas com carimbos de passaporte de Israel ou cujos passaportes tenham um visto israelense, usado ou não, ou quando houver evidências de viagens anteriores a Israel, como carimbos de entrada ou saída de postos de fronteira vizinhos em países de trânsito como Jordânia e Egito.
Para contornar o boicote da Liga Árabe a Israel, os serviços de imigração israelenses praticamente deixaram de carimbar passaportes de estrangeiros na entrada ou saída de Israel (a menos que a entrada seja para fins profissionais). Desde 15 de janeiro de 2013, Israel não carimba mais passaportes estrangeiros no Aeroporto Internacional Ben Gurion. Os passaportes ainda são carimbados (desde 22 de junho de 2017) em Erez ao entrar e sair de Gaza.
O Irã recusa a admissão de portadores de passaportes que contenham visto ou carimbo israelense com menos de 12 meses.

### Biometria
Vários países exigem que todos os viajantes, ou todos os viajantes estrangeiros, sejam submetidos à coleta de impressões digitais na chegada e barram ou até mesmo prendem os viajantes que se recusam a ceder sua biometria. Em alguns países, como os Estados Unidos, isso pode se aplicar até mesmo a passageiros em trânsito que desejam apenas fazer uma escala em vez de desembarcar.
Os países/regiões que realizam a coleta de impressões digitais incluem Afeganistão, Arábia Saudita, Argentina, Brunei, Camboja, China, Coreia do Sul, Emirados Árabes Unidos, Estados Unidos, Etiópia, Gana, Guiné, Índia, Japão, Malásia (na entrada e na saída), Mongólia, Quênia (impressões digitais e uma foto são tiradas), Singapura, Taiwan, Tailândia, Uganda.
Muitos países também exigem que seja tirada uma foto das pessoas que entram no país. Os Estados Unidos, que não implementam integralmente as formalidades de controle de saída em suas fronteiras terrestres (embora isso seja exigido há muito tempo por sua própria legislação), pretendem implementar o reconhecimento facial para passageiros que partem de aeroportos internacionais para identificar pessoas que ultrapassaram o prazo de validade do visto.
Juntamente com o reconhecimento de impressão digital e facial, a digitalização da íris é uma das três tecnologias de identificação biométrica padronizadas internacionalmente desde 2006 pela Organização da Aviação Civil Internacional (OACI) para uso em passaportes eletrônicos e os Emirados Árabes Unidos realizam a digitalização da íris em visitantes que precisam solicitar um visto. O Departamento de Segurança Interna dos Estados Unidos anunciou planos para aumentar significativamente os dados biométricos coletados nas fronteiras dos EUA. Em 2018, Singapura iniciou testes de digitalização da íris em três postos de controle de imigração terrestre e marítima.